# Big 12 Conference 2018 (pallavolo)
La Big 12 Conference 2018 si è svolta dal 19 settembre al 24 novembre 2018: al torneo hanno partecipato 9 squadre universitarie statunitensi e la vittoria finale è andata per l'undicesima volta, la seconda consecutiva, alla Texas.

## Regolamento
È prevista una stagione regolare che vede le nove formazioni impegnate disputare un totale di sedici incontri ciascuna; parallelamente vengono disputati anche degli incontri extra-conference contro formazioni appartenenti ad altre conference o non affiliate ad alcuna di esse, dando vita a due classifiche separate una relativa alla Big 12 Conference ed una totale.
- La squadra vincitrice della Big 12 Conference si qualifica automaticamente al torneo NCAA, occupando uno dei 32 posti che spettano di diritto alle squadre vincitrici delle rispettive conference;
- Le altre squadre concorrono alla qualificazione al torneo NCAA attraverso la classifica totale, che assegna i restanti 32 posti alle migliori squadre, sulla base del rapporto tra vittorie e sconfitte, che non abbiano ottenuto la qualificazione automatica.

## Squadre partecipanti
| Club            | Nickname     | Stagione | Città      | Impianto                        | Stagione precedente                                          |
| --------------- | ------------ | -------- | ---------- | ------------------------------- | ------------------------------------------------------------ |
| Baylor          | Bears        | Dettagli | Waco       | Ferrell Center                  | 2ª in Big 12 Conference; Secondo turno in NCAA Division I    |
| Iowa State      | Cyclones     | Dettagli | Ames       | Hilton Coliseum                 | 3ª in Big 12 Conference; Secondo turno in NCAA Division I    |
| Kansas          | Jayhawks     | Dettagli | Lawrence   | Horejsi Family Athletics Center | 3ª in Big 12 Conference; Primo turno in NCAA Division I      |
| Kansas State    | Wildcats     | Dettagli | Manhattan  | Ahearn Field House              | 9ª in Big 12 Conference                                      |
| Oklahoma        | Sooners      | Dettagli | Norman     | McCasland Field House           | 6ª in Big 12 Conference                                      |
| Texas           | Longhorns    | Dettagli | Austin     | Gregory Gymnasium               | Vincitrice Big 12 Conference; Elite Eight in NCAA Division I |
| Texas Christian | Horned Frogs | Dettagli | Lubbock    | University Recreation Center    | 6ª in Big 12 Conference; Semifinali al NIVC                  |
| Texas Tech      | Red Raiders  | Dettagli | Fort Worth | United Supermarkets Arena       | 6ª in Big 12 Conference; Finale al NIVC                      |
| West Virginia   | Mountaineers | Dettagli | Morgantown | WVU Coliseum                    | 5ª in Big 12 Conference; Semifinali al NIVC                  |

## Torneo

### Regular season

#### Classifica
| Pos. | Squadra         | Conference | Conference | Conference | Conference | Overall | Overall | Overall | Overall |
| Pos. | Squadra         | Pt         | G          | V          | P          | Pt      | G       | V       | P       |
| ---- | --------------- | ---------- | ---------- | ---------- | ---------- | ------- | ------- | ------- | ------- |
| 1.   | Texas           | .938       | 16         | 15         | 1          | .821    | 28      | 23      | 5       |
| 2.   | Baylor          | .688       | 16         | 11         | 5          | .690    | 29      | 20      | 9       |
| 3.   | Iowa State      | .563       | 16         | 9          | 7          | .618    | 34      | 21      | 13      |
| 3.   | Oklahoma        | .563       | 16         | 9          | 7          | .607    | 28      | 17      | 11      |
| 5.   | Kansas          | .500       | 16         | 8          | 8          | .556    | 27      | 15      | 12      |
| 6.   | Texas Christian | .438       | 16         | 7          | 9          | .556    | 27      | 15      | 12      |
| 7.   | Texas Tech      | .375       | 16         | 6          | 10         | .567    | 30      | 17      | 13      |
| 8.   | Kansas State    | .313       | 16         | 5          | 11         | .556    | 27      | 15      | 12      |
| 9.   | West Virginia   | .125       | 16         | 2          | 14         | .367    | 30      | 11      | 19      |

      In NCAA Division I come vincitrice di Conference
      In NCAA Division I attraverso la classifica totale
      Al National Invitational Volleyball Championship

## Premi individuali
| Premio                   | Giocatrice                   | Squadra             |
| ------------------------ | ---------------------------- | ------------------- |
| Player of the Year       | Micaya White                 | Texas               |
| Freshman of the Year     | Logan Eggleston              | Texas               |
| Setter of the Year       | Kylee McLaughlin Missy Owens | Oklahoma Texas Tech |
| Libero of the Year       | Keyton Kinley                | Oklahoma            |
| Coach of the Year        | Jerritt Elliott              | Texas               |
| All-Big 12 First Team    | Shelly Fanning               | Baylor              |
| All-Big 12 First Team    | Yossiana Pressley            | Baylor              |
| All-Big 12 First Team    | Grace Lazard                 | Iowa State          |
| All-Big 12 First Team    | Jessica Schaben              | Iowa State          |
| All-Big 12 First Team    | Jada Burse                   | Kansas              |
| All-Big 12 First Team    | Alyssa Enneking              | Oklahoma            |
| All-Big 12 First Team    | Keyton Kinley                | Oklahoma            |
| All-Big 12 First Team    | Kylee McLaughlin             | Oklahoma            |
| All-Big 12 First Team    | Brionne Butler               | Texas               |
| All-Big 12 First Team    | Logan Eggleston              | Texas               |
| All-Big 12 First Team    | Yaasmeen Bedart-Ghani        | Texas               |
| All-Big 12 First Team    | Morgan Johnson               | Texas               |
| All-Big 12 First Team    | Micaya White                 | Texas               |
| All-Big 12 First Team    | Élan McCall                  | Texas Christian     |
| All-Big 12 First Team    | Anna Walsh                   | Texas Christian     |
| All-Big 12 First Team    | Missy Owens                  | Texas Tech          |
| All-Big 12 Second Team   | Gabrielle Simpson            | Kansas              |
| All-Big 12 Second Team   | Ashley Smith                 | Kansas              |
| All-Big 12 Second Team   | Gloria Mutiri                | Kansas State        |
| All-Big 12 Second Team   | Elizabeth Sandbothe          | Kansas State        |
| All-Big 12 Second Team   | Paige Anderson               | Oklahoma            |
| All-Big 12 Second Team   | Victoria Dilfer              | Texas Christian     |
| All-Big 12 Second Team   | Emily Hill                   | Texas Tech          |
| All-Big 12 Second Team   | Brooke Kanas                 | Texas Tech          |
| All-Big 12 Second Team   | Katy Keenan                  | Texas Tech          |
| All-Big 12 Freshman Team | Rachel Langs                 | Kansas              |
| All-Big 12 Freshman Team | Gloria Mutiri                | Kansas State        |
| All-Big 12 Freshman Team | Élan McCall                  | Texas Christian     |
| All-Big 12 Freshman Team | Logan Eggleston              | Texas               |
| All-Big 12 Freshman Team | Brionne Butler               | Texas               |
| All-Big 12 Freshman Team | Brooke Kanas                 | Texas Tech          |

## Classifica finale
| Pos | Squadra         | Qualificazione       |
| --- | --------------- | -------------------- |
| 1   | Texas           | NCAA Division I 2018 |
| 2   | Baylor          | NCAA Division I 2018 |
| 3   | Iowa State      | NIVC 2018            |
| 3   | Oklahoma        |                      |
| 5   | Kansas          |                      |
| 6   | Texas Christian |                      |
| 7   | Texas Tech      |                      |
| 8   | Kansas State    |                      |
| 9   | West Virginia   |                      |